# Plaza de San Isaac

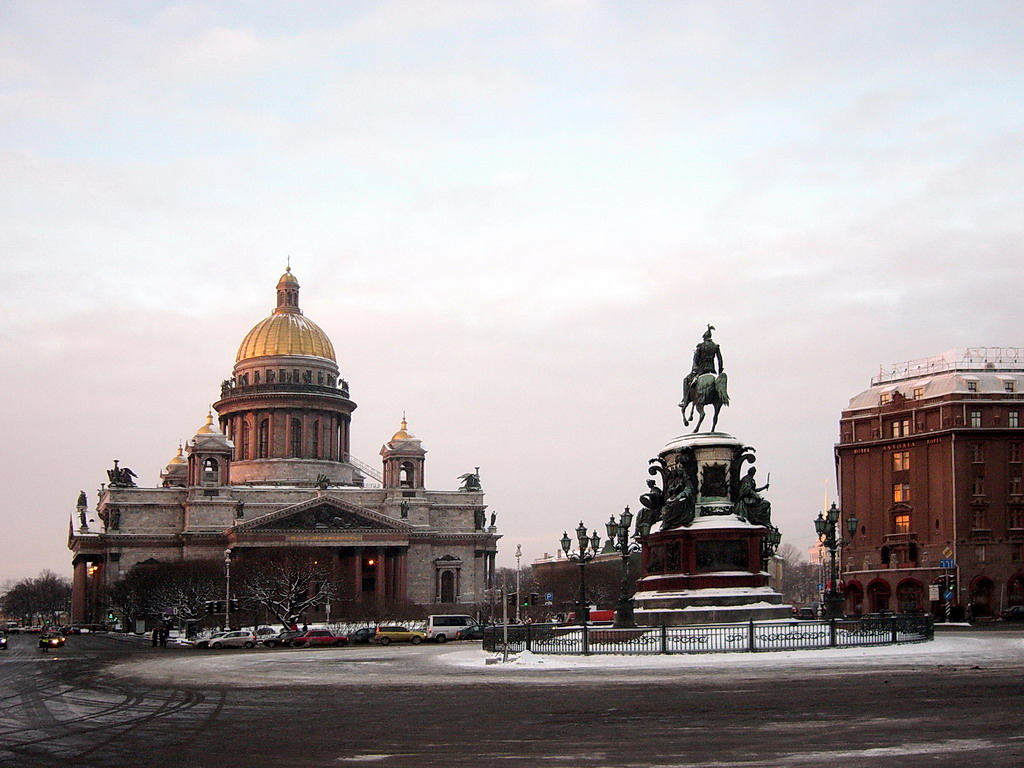
Vista de la catedral de San Isaac desde el palacio Mariinski.

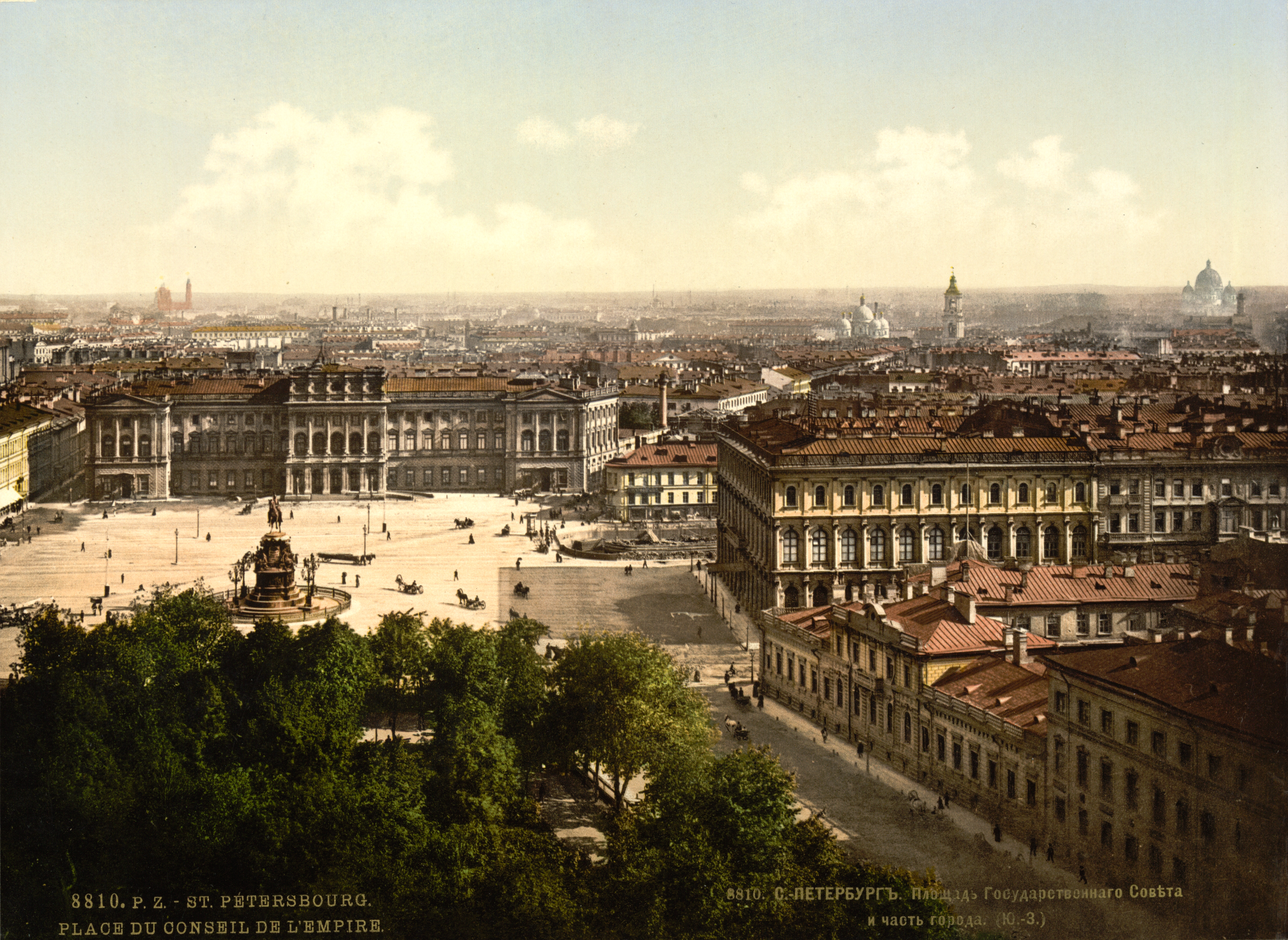
Vista del palacio Mariinski desde la catedral de San Isaac, siglo xix.

La plaza de San Isaac (en ruso: Исаа́киевская пло́щадь Isaákiyevskaya plóshchad), conocida como plaza de Vorovski (en ruso: Площадь Воровского) entre 1923 y 1944, es una importante plaza de San Petersburgo (Rusia), que se encuentra entre el palacio Mariinski y la catedral de San Isaac, que la separa de la plaza del Senado. La plaza está decorada con la estatua ecuestre de Nicolás I.
El palacio Lobánov-Rostovski (1817–1820), situado en el lado oeste de la plaza, fue diseñado por Auguste de Montferrand. Es un edificio de estilo imperio con un pórtico de ocho columnas que da hacia el Almirantazgo. En la entrada principal se encuentran las estatuas gemelas de los leones de Médici sobre pedestales de granito; Pushkin las hizo famosas en su último poema largo, El jinete de bronce. Cerca está el manege de San Petersburgo (1804–07) de Giacomo Quarenghi, inspirado parcialmente en el Partenón y flanqueado por las estatuas de mármol de los Dioscuros de Paolo Triscornia.
Frente a la catedral está el palacio Mariinski, construido entre 1829 y 1844 para la gran duquesa María Nikoláievna. Actualmente alberga la Asamblea Legislativa de San Petersburgo. Frente al palacio está el puente Azul, de 97 metros de anchura, que era el más ancho de San Petersburgo. Este puente cruza el río Moika, y habitualmente se considera una prolongación de la plaza, aunque en realidad constituye una plaza diferente, llamada Mariínskaya. A la derecha del puente está la llamada escala de Neptuno, una estela con una cima de granito que marca el nivel del agua durante las inundaciones.
Al este de la catedral está el Hotel Astoria, de seis plantas, diseñado por Fiódor Lidvall. Fue inaugurado en 1912 y era uno de los hoteles más lujosos del Imperio ruso. Al lado del Astoria está el Hotel Angleterre, que es recordado por ser el lugar donde falleció el poeta Serguéi Yesenin. El edificio que se encuentra en la esquina de la calle Málaya Morskaya está asociado con Fiódor Dostoyevski, que vivió allí entre 1848 y 1849. En esta época, publicó su primera obra de ficción, Noches blancas.
El Instituto Ruso de Mejora Vegetal, nombrado en honor al académico Nikolái Vavílov, se encuentra en dos edificios neorrenacentistas de la plaza. El instituto tiene una colección única de 160 000 plantas cultivadas, que recogió Vavílov mientras viajaba por los cinco continentes entre 1921 y 1940. Tras el final de la guerra, un periódico publicado en Londres informó que la colección de Vavílov se había perdido durante el sitio de Leningrado. Sin embargo, la información era falsa: aunque muchos se murieron de hambre, el personal del instituto no consumió un solo grano de arroz ni una patata de la colección.
Uno de los últimos edificios construidos en la plaza fue la embajada de Alemania (1911–12), de granito rojo, diseñada por el arquitecto Peter Behrens. Este edificio es un punto de referencia en la historia de la arquitectura occidental, dado que fue el primer ejemplo del clasicismo despojado, un estilo que gozó de una gran popularidad en la Rusia estalinista y en la Alemania nazi.